# Москвичёв, Владимир Андреевич
Влади́мир Андре́евич Москвиче́в (род. 2 марта 2000, Москва) — российский футболист, полузащитник московского «Торпедо».

## Клубная карьера
Родился в Москве. Начал заниматься футболом в СШОР «Сокол». В 11 лет перешёл в академию «Динамо». Стал лучшим игроком академии 2015 года. 
Сыграл один матч в Юношеской лиге УЕФА 2016/17 — 23 ноября 2016 года в домашнем матче против «Маккаби» из Хайфы, был заменён на 80-й минуте. 
17 июля 2017 года дебютировал в молодёжном первенстве в домашнем матче против московского «Спартака», выйдя на замену на 75-й минуте. 
26 сентября 2018 года провёл первый матч за главную команду в 1/16 финала Кубка России против московского «Торпедо». В чемпионате дебютировал 21 октября в домашнем матче против петербуржского «Зенита», выйдя на 61-й минуте.
21 августа 2019 года на правах аренды перешёл в Оренбург. 11 января 2020 года аренда была расторгнута. Не провел за клуб ни одного матча. 
Сезон 2020/21 провел в составе фарм-клуба «Динамо-2», провёл 16 матчей и забил 1 гол.
9 июля 2021 года был арендован «Нефтехимиком». Провел в аренде 2 сезона, суммарно за клуб сыграл 67 матчей и забил 2 гола.
10 июля 2023 на правах свободного агента пополнил московское «Торпедо».
9 июля 2024 года в рамках аренды с правом выкупа присоединился к клубу «Акрон».  20 июля 2024 года дебютировал за «Акрон» выйдя на замену в выездном матче первого тура РПЛ против московского «Локомотива» (3:2).

## Карьера в сборной
С 2015 года — в составе юношеской сборной России 2000 г. р., возглавляемой Дмитрием Ульяновым (2015 — май 2017) и Андреем Гордеевым (с июля 2017). 
Провёл шесть матчей в отборочном турнире чемпионате Европы 2017.
Бронзовый призёр Мемориала Гранаткина 2018.

## Статистика выступлений
| Выступление         | Выступление      | Выступление      | Лига | Лига | Кубки | Кубки | Еврокубки | Еврокубки | Итого | Итого |
| Клуб                | Лига             | Сезон            | Игры | Голы | Игры  | Голы  | Игры      | Голы      | Игры  | Голы  |
| ------------------- | ---------------- | ---------------- | ---- | ---- | ----- | ----- | --------- | --------- | ----- | ----- |
| Динамо (Москва)     | РПЛ              | 2018/19          | 5    | 0    | 2     | 0     | —         | —         | 7     | 0     |
| Динамо (Москва)     | РПЛ              | 2020/21          | 2    | 0    | 0     | 0     | 0         | 0         | 2     | 0     |
| Динамо (Москва)     | Итого            | Итого            | 7    | 0    | 2     | 0     | 0         | 0         | 9     | 0     |
| → Динамо-2 (Москва) | ПФЛ              | 2020/21          | 16   | 1    | —     | —     | —         | —         | 16    | 1     |
| → Динамо-2 (Москва) | Итого            | Итого            | 16   | 1    | —     | —     | —         | —         | 16    | 1     |
| → Нефтехимик        | Первый дивизион  | 2021/22          | 35   | 2    | 0     | 0     | —         | —         | 35    | 2     |
| → Нефтехимик        | Первая лига      | 2022/23          | 31   | 0    | 1     | 0     | —         | —         | 32    | 0     |
| → Нефтехимик        | Итого            | Итого            | 66   | 2    | 1     | 0     | —         | —         | 67    | 2     |
| Торпедо (Москва)    | Первая лига      | 2023/24          | 23   | 2    | 0     | 0     | —         | —         | 23    | 2     |
| Торпедо (Москва)    | Первая лига      | 2025/26          | 4    | 0    | 0     | 0     | —         | —         | 4     | 0     |
| Торпедо (Москва)    | Итого            | Итого            | 27   | 2    | 0     | 0     | —         | —         | 27    | 2     |
| → Акрон             | РПЛ              | 2024/25          | 10   | 0    | 8     | 1     | —         | —         | 18    | 1     |
| → Акрон             | Итого            | Итого            | 10   | 0    | 8     | 1     | —         | —         | 18    | 1     |
| Всего за карьеру    | Всего за карьеру | Всего за карьеру | 126  | 5    | 11    | 1     | 0         | 0         | 137   | 6     |

## Достижения
«Динамо» (Москва)
- Победитель молодёжного первенства России: 2019/20
- Бронзовый призёр молодёжного первенства России (2): 2017/18, 2018/19
- Итого : 1 трофей